# Figures du passé

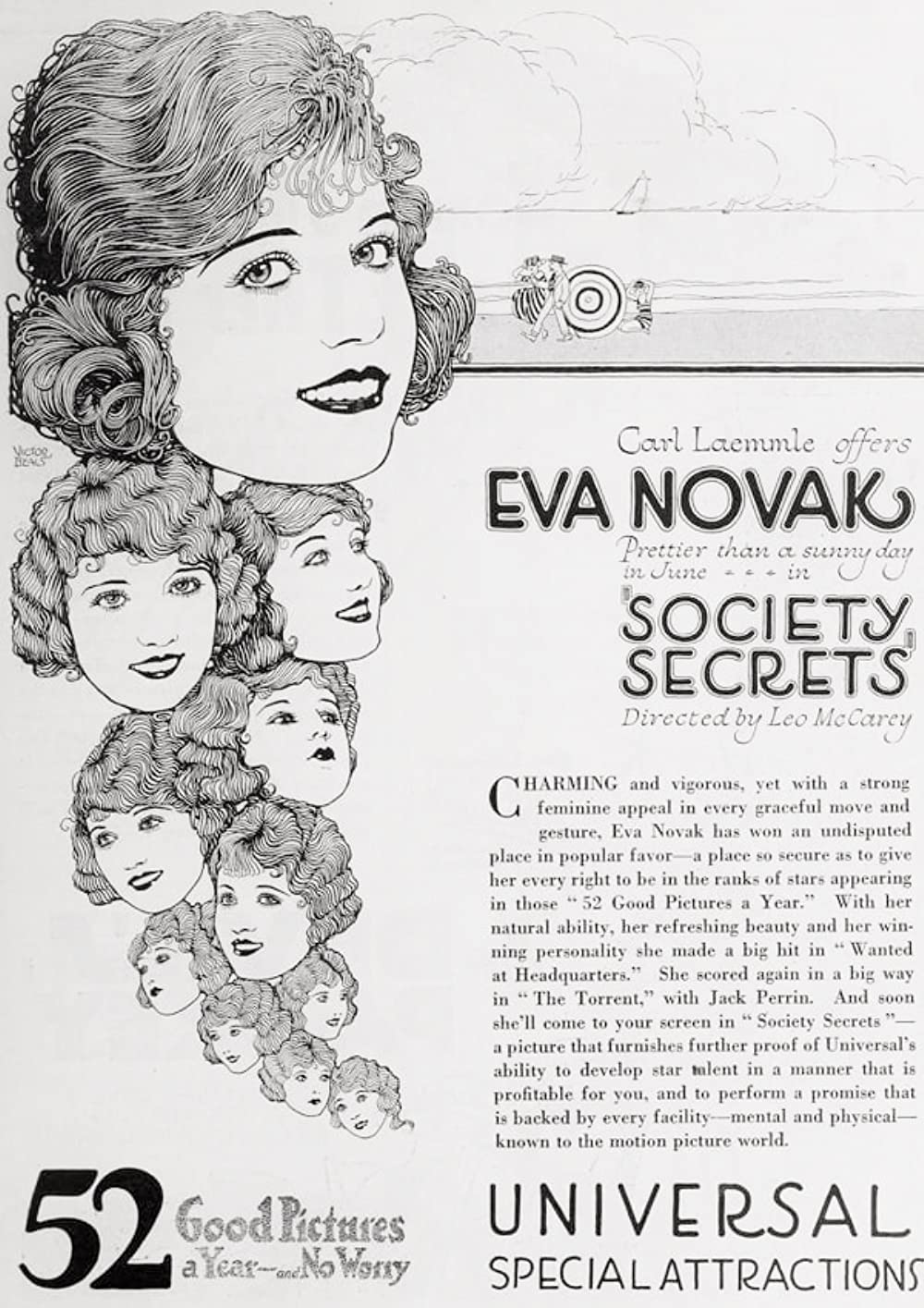
Affiche du film Figures du passé sorti en 1921

Figures du passé (Society Secrets) est un film muet américain réalisé par Leo McCarey et sorti en 1921.

## Synopsis
Des enfants de fermiers qui sont partis vivre à New York souhaitent convier leurs parents pour leur montrer leur succès dans la grande ville...

## Fiche technique
- Titre original : Society Secrets
- Titre français : Figures du passé[1]
- Réalisation : Leo McCarey
- Scénario : Douglas Z. Doty, Leo McCarey, d'après une histoire d'Helen Christine Bennett
- Chef-opérateur : William Fildew
- Genre : Comédie satirique
- Dates de sortie : 
  - États-Unis : février 1921
  - France : 28 avril 1922[2]

## Distribution
- Eva Novak : Louise
- Gertrude Claire : Mrs Kerran
- George Berrell : Amos Kerran
- Clarissa Selwynne : la tante
- William Buckley : Arthur
- Ethel Ritchie : Maybelle
- Lee Shumway : George
- Carl Stockdale : Squire
- Lucy Donahue: La femme de Squire